# Истомин, Юрий Александрович
Ю́рий Алекса́ндрович Исто́мин (род. 4 января 1975, Инта, Коми АССР, СССР) — автор-исполнитель песен, часть которых изданы под псевдонимом «Группа Колыма» и проданы в России тиражом более 1 млн копий в 1997—2005 годах.  Монакский предприниматель, писатель и инвестор.  Автор книги Realitology, основатель Reallitology Institute в Монако, основатель AI-компании “iQIn-research”. 
Автор более 100 песен. В 1997—2005 г. в России в период развития своего первого бизнеса в Москве, рекорд-компании Русский Хит, на аудиокассетах и компакт дисках продал более 1 млн копий. Часть песен выпущены под собственным именем, часть — в стиле «русский шансон» под псевдонимом «Группа Колыма». После 20-летнего перерыва в 2025ом году выпустил альбом «Пересадка в Стамбуле».

## Биография
Родился в Инте, Коми АССР, шахтерском городе с населением в 50 000 человек куда с 1930-х по 1970-е годы отправляли «на поселения» политзаключенных и этнических немцев, поляков, румын и др.
Отец — шахтер, мать — педагог, оба приехали в город в период советской агитации на «романтику севера». Когда Юрию было 5 лет, родители разошлись и далее «воспитывали улица и библиотеки».
Окончил художественную и музыкальную школы. Увлекался судомоделизмом. Участник всероссийских олимпиад по математике, физике и информатике.
Первые деньги начал зарабатывать в 12 лет, работая художником в городской библиотеке и городском кинотеатре, а в период летних каникул в 14 и в 15 лет подрабатывал по специальности «Горнорабочий поверхности» на конвейерах шахты «Капитальная».
В 15 лет начал предпринимательскую карьеру: в 1990-м году основал хозрасчетную дискотеку в доме культуры Шахтер, г. Инта.
В 1991-м году переехал в Москву, где начинал научную, бизнес-карьеру и карьеру исполнителя песен.
В 2015 году переехал жить в Монако

## Образование
Окончил Институт Культуры, по специальности культуролог. Московский Гуманитарный Университет — кандидатская диссертация по социологии «Социо-культурные коды и менталитет».

## Музыка
В 12 лет начал писать первые стихи. В период учебы в ВУЗе победил в конкурсе антивоенных песен о войне в Афганистане с песней «Эти 10 долгих лет».
Во время работы в компании Русский Хит выпустил 5 альбомов, часть под собственным именем, часть под псевдонимом «Группа Колыма». При этом самой группы никогда не существовало и сам Юрий никогда не давал сольных концертов.
Песни «Группы Колыма» использовались в фильмах «Рублевские жены» и «Москва, я терплю тебя», в программе «Намедни» был снят сюжет о группе.
Клип «Багряные листья» и «Любимая моя» находились в активной ротации на радио и телевидении.
Текущее творчество Истомина включает размышления о науке, искусстве, технологиях и темах, связанных с искусственным интеллектом.

## Увлечения
Коллекционер современного искусства. В коллекции собранной Истоминым присутствуют работы таких художников и скульпторов, как Георг Базелиц, Адриан Гени, Марлен Дюма, Тони Крэгг, Яёи Кусама, Рудольф Штингель,  Гюнтер Форг и другие.

## Дискография
- 1998. За тех, кто там[12]
- 2002. Ну, вот и дома[12]
- 2003. Рублевское шоссе[12]
- 2005. Журавлиные стаи[12]
- 2005. Москва бандитская[12]
- 2005. Пацаны[12]
- 2005. Дембеля[12]
- 2025. Пересадка в Стамбуле[5][6] (релиз - 01.02.2025).